# بيل ديلاني
بيل ديلاني (بالإنجليزية: Bill Delaney)‏ هو لاعب كرة قاعدة أمريكي، ولد في 5 مارس 1863 في سينسيناتي في الولايات المتحدة، وتوفي في 1 مارس 1942 في كانتون في الولايات المتحدة.

## وصلات خارجية
- بيل ديلاني على موقعبيزبول رفرنس.كوم (الدوري الرئيسي) (الإنجليزية)